# Gomidas Keumurdjian
Gomidas Keumurdjian, noto anche come Cosma da Carboniano (in armeno Կոմիտաս Քէօմիւրճեան; Costantinopoli, 1656 – Costantinopoli, 5 novembre 1707), è stato un presbitero armeno, proclamato beato da papa Pio XI il 23 giugno 1929.

## Biografia
Padre di sette figli, fu ordinato sacerdote nella Chiesa apostolica armena: verso i quarant'anni, abbandonò il monofisismo e, insieme alla famiglia, aderì al cattolicesimo.
Svolse un intenso apostolato tra i connazionali per l'unione delle Chiese armena e romana.
La sua opera fu ostacolata dal catholicos ortodosso: Gomidas fu accusato di aver provocato tumulti e fu fatto decapitare dagli ottomani.
Fu beatificato come martire nel 1929. La sua festa si celebra il 5 novembre.
| Controllo di autorità | VIAF (EN) 316421081 · BAV 495/31189 · LCCN (EN) no2010180668 · J9U (EN, HE) 987007263714505171 |